# María Dolores de Cospedal
María Dolores Cospedal García (Madrid, 13 de diciembre de 1965) es una abogada del Estado y expolítica española, que desempeñó varios cargos en la política española, como la titularidad del ministerio de Defensa, la presidencia de Castilla-La Mancha o la secretaría general del PP. 
Fue, entre otros cargos, ministra de Defensa entre 2016 y 2018, presidenta de la Junta de Comunidades de Castilla-La Mancha entre 2011 y 2015 (siendo la primera mujer en ocupar el cargo), presidenta del Partido Popular de Castilla-La Mancha entre 2006 y 2018 y secretaria general del Partido Popular entre 2008 y 2018.
Criada y crecida en Albacete, fue la candidata por el Partido Popular en las elecciones de 2007 a la presidencia de su comunidad autónoma, quedando su grupo parlamentario en la oposición tras los referidos comicios autonómicos y locales, pero logró una mejora considerable con respecto a los anteriores comicios.
Posteriormente, en las elecciones de 2011, consiguió el 48,13 % de los votos, llevando al Partido Popular de Castilla-La Mancha a la mayoría absoluta. Por primera vez el PP lograba gobernar la Junta de Comunidades de Castilla-La Mancha. A su vez, se convertía en la primera mujer (y única hasta día de hoy), en ocupar el cargo. En las elecciones autonómicas de 2015 volvió a ser la fuerza más votada con el 37,49 % de los votos, quedándose a un escaño de la mayoría absoluta. A pesar de ello, un pacto entre el PSOE y Podemos la desbancó del gobierno regional.
El 3 de noviembre de 2016 fue nombrada ministra de Defensa por Mariano Rajoy. Permaneció en el cargo hasta el 7 de junio de 2018, después de que la moción de censura registrada por el PSOE en contra del hasta entonces presidente del Gobierno, Mariano Rajoy, saliera adelante. El 7 de noviembre de 2018 dejó la política y regresó a su plaza en la Abogacía General del Estado, siendo destinada al Tribunal Supremo.

## Biografía

### Primeros años
María Dolores Cospedal nació en Madrid el 13 de diciembre de 1965, aunque se crio y pasó su infancia y juventud en Albacete, ciudad en la que vive su familia. Cursó el bachillerato en el Instituto Bachiller Sabuco de la capital albaceteña. A los dieciocho años se trasladó a Madrid para estudiar en la Universidad CEU San Pablo.
Su nombre de nacimiento es María Dolores Cospedal García, el cual cambió en su adultez.[cita requerida] Su familia es originaria de El Bonillo, en la provincia de Albacete.[cita requerida]

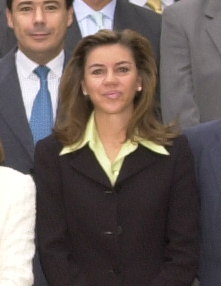
Fotografiada en octubre de 2001

Con diecisiete años fue militante de las juventudes del Partido Reformista Democrático, en el que su padre, Ricardo Cospedal, encabezó una candidatura. Es licenciada en Derecho por la Universidad CEU San Pablo e ingresa por oposición en el Cuerpo Superior de Abogados del Estado en 1991. En 1992 entra en los servicios jurídicos del Ministerio de Obras Públicas, Transportes y Medio Ambiente. En 1994 y hasta 1996 ejerce de abogada del Estado, jefa en el Ministerio de Asuntos Sociales. En 1997 ingresa como asesora en el Gabinete del ministro de Trabajo y Asuntos Sociales. En 1998 es consejera laboral y de Asuntos Sociales en la Embajada de España en EE. UU.
Entre 1995 y 1998 estuvo casada con el aristócrata José Félix Valdivieso-González y Bravo de Laguna. Este matrimonio fue declarado nulo.
En 1999 accedió al cargo de secretaria general técnica del Ministerio de Trabajo y Asuntos Sociales. Entre mayo de 2000 y junio de 2002 ejerció como subsecretaria de Administraciones Públicas y posteriormente entre junio de 2002 y abril de 2004 es nombrada subsecretaria del Ministerio de Interior, bajo las órdenes de Ángel Acebes, donde vivió de primera mano los acontecimientos del 11-M. Entre mayo de 2004 y diciembre de 2005 fue abogada del Estado en el Tribunal de Derechos Humanos.
El 3 de septiembre de 2009 se casó con el empresario y financiero Ignacio López del Hierro. En 2011, fue invitada por el Club Bilderberg a asistir a su ciclo anual de conferencias.

### Consejera y senadora
En diciembre de 2004 fue nombrada consejera de Transportes e Infraestructuras del Gobierno de la Comunidad de Madrid que presidía Esperanza Aguirre. Sustituyó en el cargo a Francisco Granados que pasó a ser el nuevo consejero de la Presidencia.

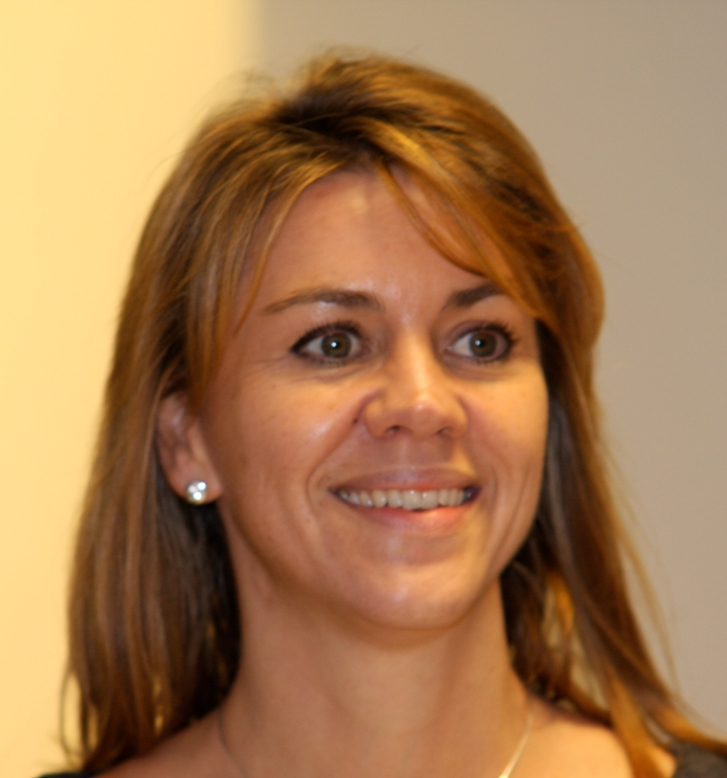
María Dolores de Cospedal en 2008.

En junio de 2006 sustituye como senadora por designación de la Comunidad de Castilla-La Mancha a Rosa Romero Sánchez. Tras las elecciones autonómicas de la IX legislatura, el 1 de abril de 2008 es nuevamente designada senadora de las Cortes de Castilla-La Mancha. En febrero de 2010 formuló su primera interpelación oral sobre una posible conversión del aeropuerto de Ciudad Real en una base logística militar de EE. UU. (hasta esa fecha únicamente había presentado preguntas escritas en cinco ocasiones), que fue contestada por la ministra Carme Chacón. El citado aeropuerto entró en suspensión de pago durante el Gobierno socialista.

### Presidenta regional del Partido Popular de Castilla La-Mancha (2006-2018)
En junio de ese mismo año, el Comité Ejecutivo Nacional del PP la nombra presidenta del PP de Castilla-La Mancha y candidata a presidir la Junta de Comunidades en las elecciones autonómicas del 27 de mayo de 2007, en sustitución de Adolfo Suárez Illana, tras la renuncia a la candidatura de José Manuel Molina García.
En contra de algunos rumores que apuntaban que abandonaría la Presidencia del PP de Castilla-La Mancha si perdía las elecciones, María Dolores Cospedal anunció tras la derrota electoral que seguiría presidiendo su formación política en Castilla-La Mancha. No en vano ha contado con el apoyo de Madrid de la mano de Esperanza Aguirre, a quien considera como su mentora política.

### Secretaria General del Partido Popular (2008-2018)

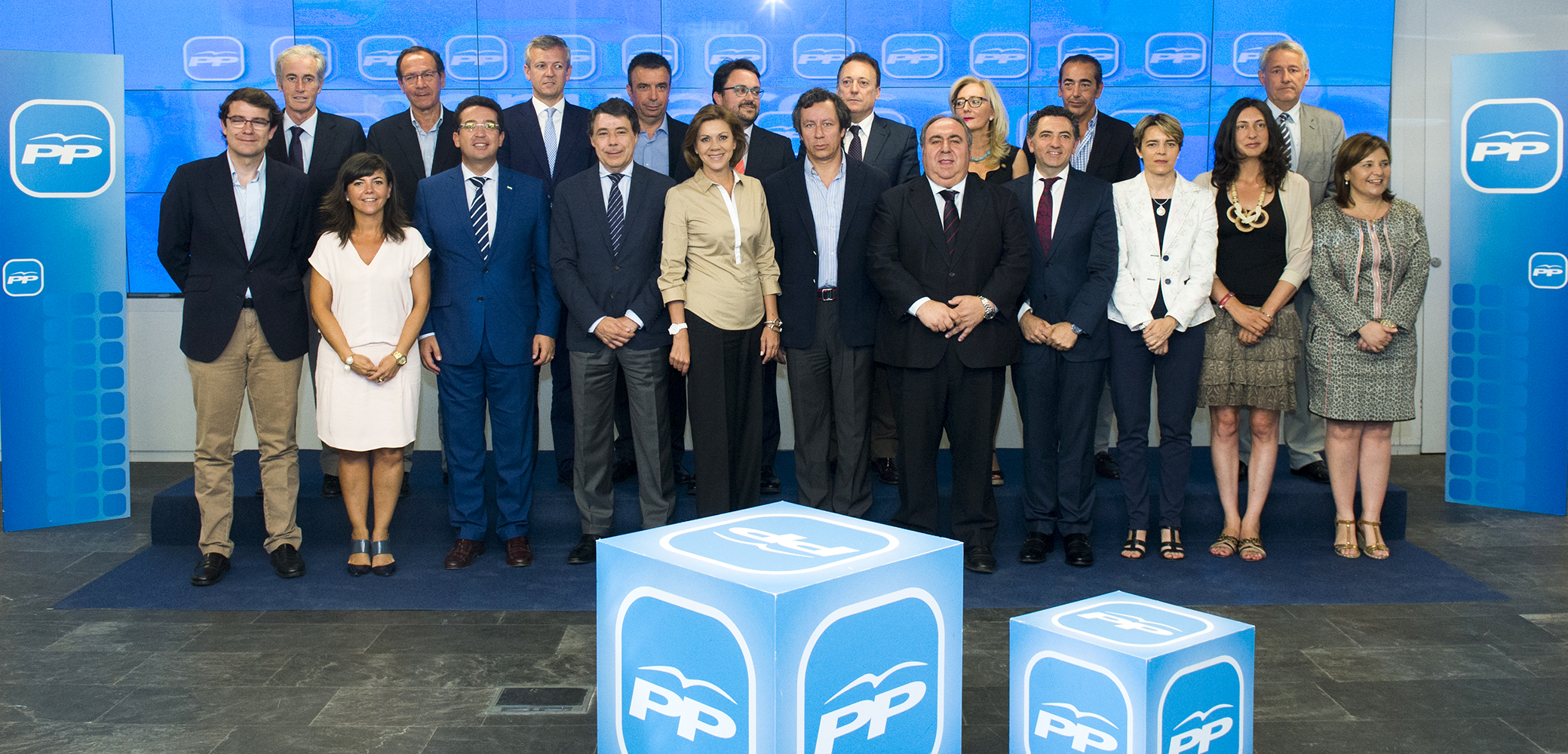
Reunión de secretarios generales del Partido Popular de 2014

Tras la derrota del Partido Popular en las elecciones generales de 2008, se convirtió en la primera mujer en ocupar la Secretaría General del Partido Popular, al ser ratificada la candidatura de Mariano Rajoy a la presidencia del PP a nivel nacional en el XVI Congreso. En 2010, su sueldo de más de 200 000 euros anuales en total, como secretaria general y presidenta regional del PP, abogada del Estado y senadora, generó un debate político.
Tras la polémica sobre el tema de su sueldo, y tras renunciar a su cargo como senadora en 2011, dejó de cobrar como secretaria general del Partido Popular, y pasó a cobrar una única retribución como presidenta de Castilla-La Mancha. En concreto, un salario de 67 892 euros anuales.
El 14 de agosto de 2013 fue a declarar como testigo a la Audiencia Nacional, tras las acusaciones de Luis Bárcenas por supuestos cobros en B. Tras estas primeras declaraciones, Cospedal afirmó que nunca cobró supuestos sobresueldos y negó irregularidades durante su gestión.

### Presidenta de la Junta de Comunidades de Castilla-La Mancha (2011-2015)
En las elecciones autonómicas de 2011, ganó con mayoría absoluta y un total de 564 335 votos, que le dio 25 escaños, frente a los 508 776 y 24 escaños del PSOE de José María Barreda.

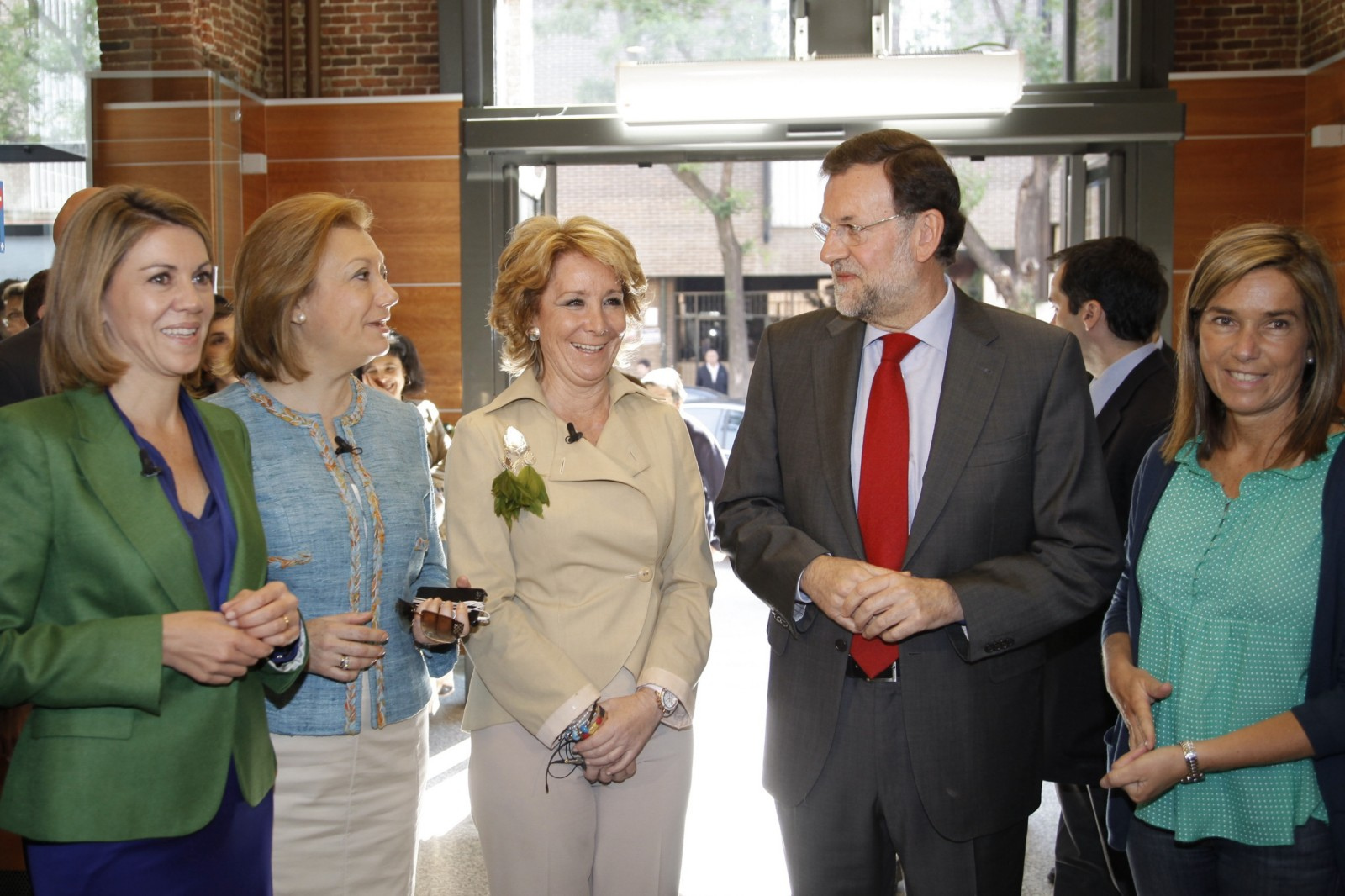
En 2012, junto a otros miembros del Partido Popular

A los pocos meses de empezar la legislatura, uno de los medios internacionales referentes, el Wall Street Journal, la calificó como la nueva líder en la cruzada de la austeridad en España. Desde el primer momento Castilla-La Mancha se convirtió en una de las regiones que mayor esfuerzo ha hecho en su lucha contra el déficit y en aplicar una serie de medidas y reformas para poder equilibrar las cuentas públicas de la administración. La dirigente popular al acceder al poder afirmó haber descubierto la existencia de un déficit público maquillado del 6,4 % (1742 millones de euros) por 168 000 facturas sin pagar a proveedores. Su antecesor, el expresidente Barreda, le replicó con la cifra oficial publicada por la Intervención General, que certificó que ascendía tan solo a 700 millones de euros. La comunidad de Castilla-La Mancha era entonces una de las menos endeudadas de España, una deuda que apenas suponía un 1 % del total.
Según algunos medios, la comunidad autónoma que presidía Cospedal ha sido la región que más ha reducido el déficit presupuestario. En sus dos años de mandato, Cospedal afirmó haber aplicado algunas de las iniciativas más significativas, el Plan de Ajuste de los Servicios Sociales Básicos, la reducción del 60 % de los altos cargos, el 40 % del personal eventual, eliminación de entes como el defensor del pueblo o eliminación de más de la mitad de los entes públicos. Los recortes presupuestarios más conocidos, sin embargo, se centraron en inversiones y servicios al ciudadano, siendo Castilla-La Mancha la comunidad que más ha recortado en ese período, por ejemplo en sanidad.
Su gobierno adoptó medidas polémicas, como el cierre de las urgencias nocturnas en varios pueblos de la región (declarada ilegal por el Tribunal Superior de Justicia de Castilla-La Mancha), o el traslado de los enfermos castellano-manchegos a clínicas privadas de otras autonomías, para recortar las listas de espera que aumentaron un 50 % durante su gestión. Sus recortes de personal en la Sanidad han hecho que por primera vez, el número de médicos y enfermeros por habitante esté en Castilla-La Mancha por debajo de la media nacional y por debajo de las recomendaciones europeas.
Al mismo tiempo su gobierno fue muy criticado por aumentar el número de asesores y altos cargos así como su remuneración, hasta el punto de que su coste anual supera el dinero dedicado a ayudas a la dependencia, habiendo incrementado sus salarios anualmente en porcentajes muy superiores a los aplicados a los empleados públicos, a los que recortó sus salarios en el primer año de mandato. Durante su gestión creó, cuando era presidenta, unas 300 nuevas tasas e impuestos.
Algunos de sus recortes fueron anulados por los tribunales, por ignorar las leyes y los procedimientos establecidos y los derechos de los trabajadores. Así, su gobierno fue obligado a readmitir a 500 funcionarios despedidos en 2012.
En octubre de 2013 se abrió una investigación judicial, desgajada del caso Gürtel, por la supuesta financiación irregular de la campaña electoral de María Dolores de Cospedal a la presidencia de Castilla-La Mancha en 2007. El dinero objeto de la investigación (200 000 €), procedería de una sucursal de Sacyr y sería un pago a cambio de la contrata de retirada de basuras durante 10 años en la ciudad de Toledo. En el momento de la adjudicación, el alcalde de la ciudad era José Manuel Molina, del PP. Luis Bárcenas afirmó haber recibido ese dinero de la empresa, y habérselo entregado para este fin a José Ángel Cañas, gerente del Partido Popular de Castilla-La Mancha, que firmó el correspondiente recibí. Dolores de Cospedal presentó una querella en defensa de su honor contra el primero, que fue desestimada.
En mayo de 2015 volvió a presentarse a las elecciones autonómicas para revalidar el Gobierno regional. María Dolores de Cospedal ganó las elecciones con 16 escaños de un total de 33. A pesar de haberse quedado a 200 votos por la provincia de Guadalajara de la mayoría absoluta, un pacto entre el PSOE y Podemos le arrebató el Gobierno.

### Diputada nacional (2016-2018)
Tras perder el Gobierno regional, el 12 de noviembre de 2015 renunció a su escaño en las Cortes de Castilla La-Mancha para concurrir a las elecciones generales de 2015 como cabeza de lista por la provincia de Toledo, resultando elegida. El Partido Popular ganó las elecciones en esa circunscripción así como en todas las demás provincias de Castilla La-Mancha superando en 10 puntos al PSOE. Tras las elecciones generales de 2016 renovó su acta de diputada y en este caso el Partido Popular de Castilla-La Mancha superó en más de 15 puntos al PSOE.

### Ministra de Defensa (2016-2018)
El 29 de octubre de 2016, siendo ya diputada, Mariano Rajoy fue investido presidente del Gobierno de España y el 3 de noviembre anunció la composición del que sería su segundo ejecutivo, siendo designada María Dolores de Cospedal ministra de Defensa. El 4 de noviembre juró su cargo ante el rey Felipe VI y tomó posesión como ministra recibiendo la Cartera de Defensa de la mano de su predecesor, Pedro Morenés. Fue la segunda mujer en Democracia que ocupaba este cargo tras la socialista Carme Chacón.

#### Yak 42
El 3 de enero de 2017 irrumpió en escena pública el dictamen del Consejo de Estado sobre el accidente del Yak-42, donde se reconocía oficialmente la responsabilidad del Ministerio de Defensa en la tragedia del Yak-42, ocurrida en 2003, en la que murieron 62 militares. Se daba así la razón a las familias de los fallecidos y se apuntaba al Gobierno como corresponsable.
El dictamen provocó un terremoto en Moncloa y en el Ministerio de Defensa, que rápidamente entendieron que se encontraban ante la mayor crisis política en los dos meses que iban de legislatura. Sin embargo, las estrategias por la que optaron una y otra parte fueron distintas.
En el partido y en el Gobierno, y también en Moncloa, había voces que reclamaban actuar en el tema del Yak-42 con ‘pies de plomo’, procurando minimizar el impacto y la importancia que diera al asunto, con el fin de que la imagen del Ejecutivo no se viera demasiado castigada por el dictamen. “Hacer oídos sordos”, en otras palabras. Sin embargo, la estrategia adoptada por Cospedal fue bien distinta desde un primer momento: optó por dar la cara, solicitó de forma voluntaria su comparecencia ante la comisión de Defensa del Congreso para dar explicaciones y anunció su intención de reunirse “cuanto antes” con los familiares de las víctimas, que en los últimos años habían encontrado cerradas las puertas del ministerio. La estrategia de Cospedal fue vista por gran por parte del PP como una “temeridad”. Consideraban que era ponerse ‘a tiro’ de la oposición, en un asunto muy delicado para la imagen del partido y del Gobierno, incluido el propio presidente Mariano Rajoy, que cuando ocurrió el accidente era vicepresidente del Gobierno.
Entre quienes consideraban que no debía procederse de la manera que proponía la ministra de Defensa se encontraba la vicepresidenta, Soraya Sáenz de Santamaría. No obstante, la crisis discurrió tal y como había planificado María Dolores de Cospedal: el 10 de enero se reunió con las víctimas y asumió la responsabilidad de Defensa, además de pedirles públicamente disculpas y de prometerles la restitución del daño causado.
El lunes 13 de enero, Cospedal repitió ese discurso ante la Comisión de Defensa del Congreso y pidió “perdón en nombre del Estado por no haber reconocido con anterioridad esta responsabilidad”. Asumía así el papel de portavoz del Estado en este asunto. Cospedal se ganó a los familiares de las víctimas y desactivó cualquier ataque de la oposición, a pesar de que antes muchos le habían transmitido que estaba enfocando el asunto de manera equivocada.
En Moncloa sorprendió cómo se había canalizado el asunto ‘Yak-42’, también la rapidez con que se había ejecutado la respuesta. A continuación, asesores muy próximos al presidente recomendaron a Rajoy que asumiera esa misma estrategia, a la vista de los buenos resultados obtenidos por Cospedal. Y así lo hizo. El 31 de enero, Rajoy se reunió en Moncloa con las familias del Yak y les prometió una “satisfacción moral y jurídica”. Los representantes de la asociación de víctimas aseguraron tras la reunión estar “muy esperanzados”. Al día siguiente, miércoles 1 de febrero, Rajoy habló en el Congreso e hizo “propias las palabras” de Cospedal pidiendo perdón, a la vez que se prometía que las “cosas se harán bien”. En Moncloa consideran que la crisis del Yak se ha superado, y que no solo se ha evitado un trauma político, sino que al final ha mejorado la imagen del partido.
Como consecuencia del respaldo del Gobierno al informe del Consejo de Estado, se produjo la dimisión de Federico Trillo como embajador de España en Londres, que era el ministro de Defensa en el momento en el que se produjo el accidente.

#### Aplicación del artículo 155 en Cataluña

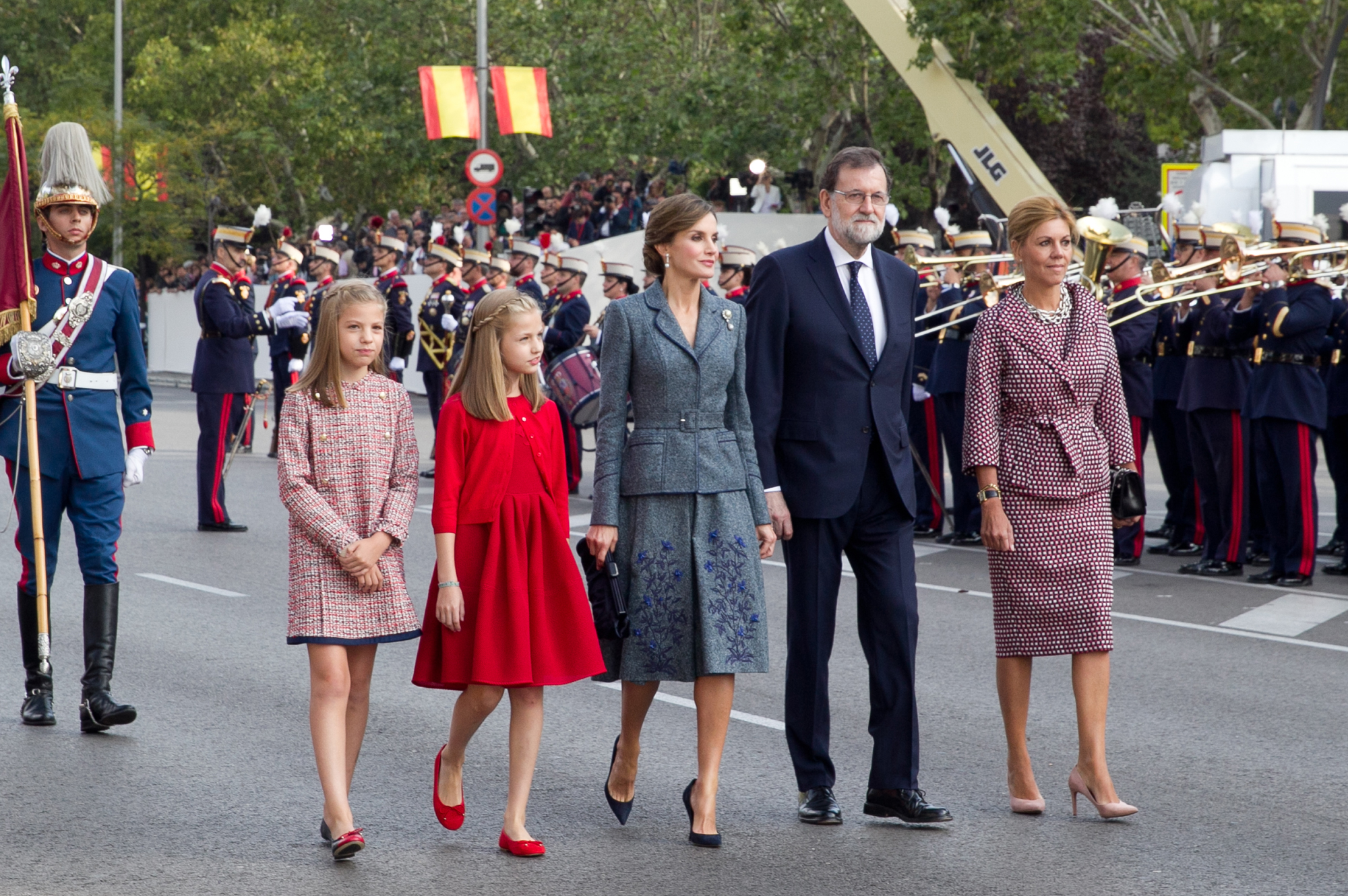
En la Fiesta Nacional de 2017 junto a Rajoy, la Reina y sus hijas.

En el mes de octubre de 2017 se aplicó el artículo 155 de la Constitución española en Cataluña, proceso por el que el Gobierno de España intervino la autonomía de dicha región desde el 27 de octubre de 2017 hasta el 2 de junio de 2018. En aquellos momentos María Dolores de Cospedal era ministra de Defensa y siempre se mostró partidaria de aplicar este artículo con más fuerza de la que finalmente se aplicó, sobre todo en lo que respecta a la intervención de TV3, a quien acusó de ser un medio propagandístico y manipulador.

### Carrera en la sucesión de Mariano Rajoy y XIX Congreso Nacional del PP (2018)
El 1 de junio de 2018 prosperó la moción de censura contra Mariano Rajoy resultando elegido Pedro Sánchez como Presidente del Gobierno y siendo cesada como ministra de Defensa. El 5 de junio Mariano Rajoy anunció su renuncia a continuar como Presidente del Partido Popular y se procedió a la convocatoria del XIX Congreso del PP para elegir a su sucesor. El XIX Congreso del PP fue convocado por la Junta Directiva Nacional del Partido Popular el 11 de junio para celebrarse el 20 y 21 de julio. Tras varios días de especulaciones, el 19 de junio Cospedal convocó a la Junta Directiva Regional del Partido Popular de Castilla-La Mancha para anunciar su decisión de lanzarse a la carrera por la presidencia del Partido. Además de Cospedal, presentaron su candidatura la exvicepresidenta del Gobierno Soraya Sáenz de Santamaría, el vicesecretario de Comunicación Pablo Casado, el exministro de Asuntos Exteriores José Manuel García Margallo, el diputado José Ramón García Hernández, el concejal Elio Cabanes y el expresidente de NNGG en la Comunidad Valenciana José Luis Bayo. Todas las candidaturas fueron aceptadas a excepción de la de Bayo, que no reunía los requisitos.

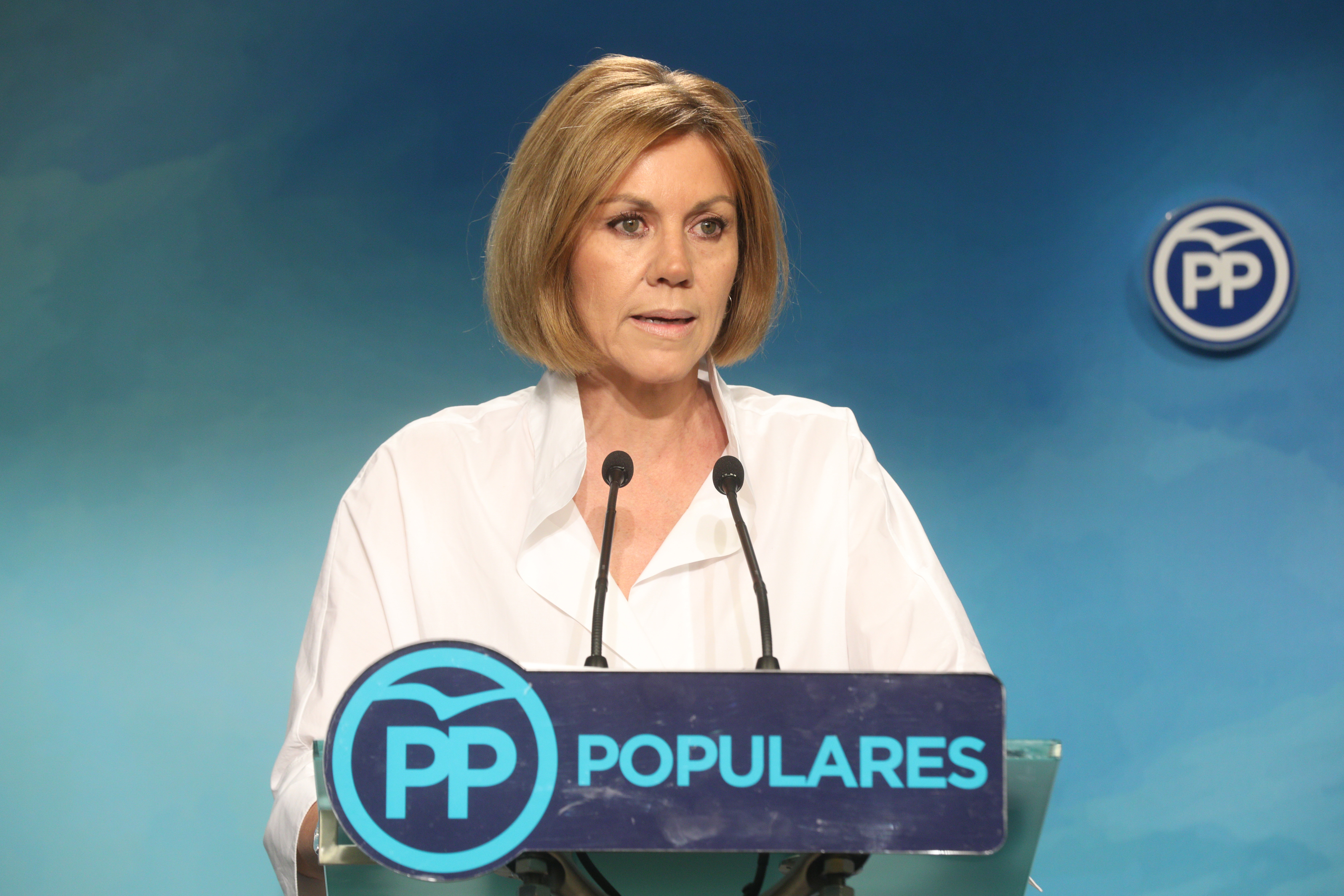
Cospedal comparece en Génova tras conocerse el resultado de las primarias.

La elección del presidente del Partido Popular fue la primera en la que los afiliados del PP participaron directamente en la elección de un presidente para el partido. Para poder votar era indispensable estar al corriente de pago de las cuotas e inscribirse en un censo en las respectivas sedes. El 26 de junio se anunció que solo 66.706 miembros del PP de los 869.535 afiliados por el partido se habían registrado para votar en la elección. Tras dos semanas de campaña, el 5 de julio se celebraron las primarias en las que votaron los militantes. María Dolores de Cospedal quedó en tercer lugar con más de 15.000 votos, siendo automáticamente eliminada para pasar a la segunda fase en la que votaban los compromisarios en el XIX Congreso del PP. A pesar del resultado, el apoyo explícito de Cospedal a Pablo Casado resultó fundamental[cita requerida] para que este resultase elegido en detrimento de Soraya Sáenz de Santamaría. El 21 de julio, día de la votación final por los compromisarios, la mayoría de los que en un primer momento apostaron por Cospedal[cita requerida] apoyaron a Pablo Casado.

### Papel e influencia en el posmarianismo (2018)
El 26 de julio Casado anunció la composición definitiva de la dirección del partido que fue negociada con María Dolores de Cospedal. Personas del entorno de Cospedal fueron colocadas en puestos de responsabilidad, así Dolors Montserrat fue elegida portavoz del Partido Popular en el Congreso, Vicente Tirado vicesecretario de Política Autonómica y Local, Isabel García Tejerina vicesecretaria de Acción Sectorial, Juan Ignacio Zoido presidente del Comité Electoral y Rafael Catalá secretario de Justicia y Administraciones Públicas.[cita requerida]
Tras la celebración del Congreso abandonó el cargo de secretaria general del Partido Popular que desempeñaba desde diez años atrás al ser sustituida por Teodoro García Egea. Fue designada vocal del Comité Ejecutivo Nacional por Casado y asumió la presidencia de la Comisión de Asuntos Exteriores en el Congreso de los Diputados.
En septiembre de 2018 anunció sus intenciones de renunciar a la presidencia del Partido Popular de Castilla-La Mancha así como la convocatoria de un congreso extraordinario de la organización regional del PP para el 7 de octubre.
El 7 de noviembre de 2018 dejó su escaño en el Congreso de los Diputados debido a la polémica entre ella y José Manuel Villarejo. El 3 de junio de 2021 el juez Manuel García-Castellón, que desde la Audiencia Nacional investiga el caso Kitchen, imputó a Cospedal y a su marido como investigados por los delitos de cohecho, malversación y tráfico de influencias. Sin embargo, el 29 de julio de 2021 el juez acordó el sobreseimiento de la causa tanto para ella como a su marido, Ignacio López del Hierro, pues se descartó de manera "taxativa" la existencia de indicios de la participación de ambos en la trama parapolicial. El juez García-Castellón, al considerar llamativa la debilidad de las razones que justifican su incriminación y rechazar que Cospedal fuera la autora "intelectual" de la trama, decidió archivar desoyendo a la Fiscalía Anticorrupción el procedimiento contra ambos.

## Críticas

### Acumulación de cargos
Desde 2008 Cospedal compaginó la Presidencia del Partido Popular de Castilla-La Mancha con la Secretaría General del Partido a nivel nacional, a lo que sumaría la Presidencia de la Junta de Castilla La-Mancha a partir de 2011. Desde diversos sectores del Partido no era bien visto que la número dos en Génova fuese a su vez presidenta de una comunidad autónoma, ya que se consideraba que el cargo de secretaria general debía contar con dedicación exclusiva.
El punto más álgido del debate se vivió con la llegada de Cospedal al Gobierno de España. El 4 de noviembre de 2016 fue nombrada ministra de Defensa y al poco tiempo se convocó el XVIII Congreso del PP previsto para febrero de 2017. Desde el primer momento en el Partido se dio por hecho que Cospedal abandonaría la Secretaría General tras su incorporación al Gobierno, aunque el mismo día de su toma de posesión como ministra dejó entrever que no tenía la intención de abandonar el cargo. Finalmente, en febrero de 2017 fue ratificada como secretaria general por parte de Mariano Rajoy, a pesar de que una enmienda en los estatutos presentada por militantes críticos intentó impedirlo. Dicha enmienda decayó por tan solo 25 votos.

## Cargos desempeñados
- Subsecretaria de Administraciones Públicas y Política Territorial de España (2000-2002).
- Secretaria de Estado de Seguridad de España (2002-2004).
- Consejera de Transportes e Infraestructuras de la Comunidad de Madrid (2004-2006).
- Senadora por designación autonómica de las Cortes de Castilla La-Mancha (2006-2011).
- Presidenta del Partido Popular de Castilla La-Mancha (2006-2018)
- Diputada por Toledo en las Cortes de Castilla-La Mancha (2007-2015).
- Secretaria General del Partido Popular (2008-2018).
- Presidenta de la Junta de Comunidades de Castilla-La Mancha (2011-2015).
- Diputada por Toledo en el Congreso de los Diputados (2016-2018).
- Ministra de Defensa del Gobierno de España (2016-2018).

## Distinciones
- Gran Cruz de la Orden de Carlos III (3 de agosto de 2018).[57]
- Gran Cruz de la Orden de Isabel la Católica (7 de mayo de 2004).[58]
- Hermana de honor de Hermandad de la Defensión (Jerez, 11 de abril de 2017).